# That's Not My Name
That's Not My Name è un brano musicale del duo inglese The Ting Tings, pubblicato nel 2008.

## Il brano
Il brano, scritto dai due componenti del gruppo, Jules De Martino e Katie White, contiene il campionamento di Mickey, una hit del 1981 della cantante Toni Basil. È stato pubblicato come terzo singolo estratto dal primo album dei The Ting Tings, ossia We Started Nothing. Il brano è stato diffuso nei formati digitale e CD singolo nel maggio 2008 in Europa e Regno Unito e nel gennaio 2009 negli Stati Uniti (radio edit).

## Il video
Il brano ha ben tre diverse versioni del video musicale. La prima versione, diretta da Sophie Muller e Stacey Hartly, è costituita da una performance del duo ed è realizzata soprattutto sulla base di colori bianco, rosa e blu. La seconda versione è quella realizzata dalla Columbia Records per il mercato statunitense ed è diretta da David Allain. Il terzo video è diretto da AlexandLiane. 

## Tracce
Digitale
- That's Not My Name - 3:45

## Classifiche
| Classifica (2008–99)                 | Posizione raggiunta |
| ------------------------------------ | ------------------- |
| Regno Unito (Official Singles Chart) | 1                   |